# Château de Niasvij

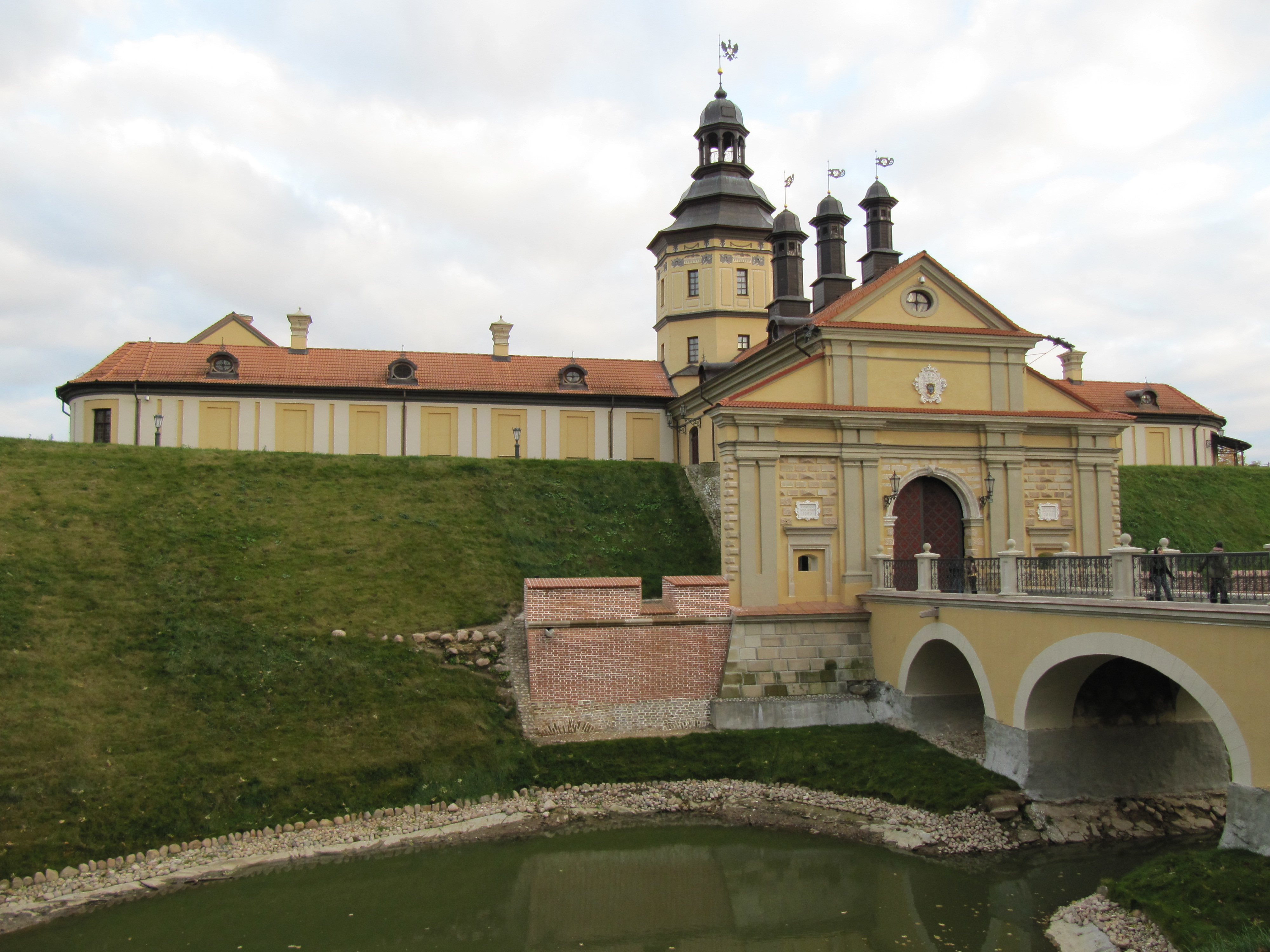
Château Radziwiłł à Niasvij

Le château de Niasvij (en russe : Несвижский замок, en biélorusse : Нясвіжскі замак, en polonais : Nieśwież, en allemand : Nieswill) est un palais résidentiel de la famille Radziwiłł, situé dans la petite ville de Niasvij, au centre de la Biélorussie, à 120 kilomètres au sud de Minsk, la capitale de la Biélorussie. Après la dislocation de l'URSS, le ministère de la Culture de Biélorussie entreprend une restauration. Ces travaux aboutissent à l'inscription de l'ensemble dans la liste du patrimoine mondial de l'humanité de l'UNESCO dès 2005. L'inauguration officielle de la restauration se déroule durant l'été 2012.

## Histoire
La famille Radziwiłł est présente dans l'histoire de ce château pendant cinq siècles et lui donne une dimension culturelle très importante qui rayonne sur l'Europe centrale, en particulier dans les arts, les sciences et l'architecture.
Le château est un ensemble architectural composé d'une dizaine de corps de bâtiments mitoyens, disposés autour d'une grande cour hexagonale. De nombreux concepts utilisés dans les différentes parties de ce complexe ont donné naissance à des principes architecturaux nouveaux en Europe centrale du XVIe au XVIIIe siècle. C'est une des raisons de la décision de l'UNESCO de l'inscrire dans la liste du patrimoine de l'humanité.
La situation du château au centre du territoire de la Biélorussie (dans ses frontières actuelles) a joué un rôle prépondérant à cet égard. Les territoires qui entourent le château sont passés au cours des siècles des mains de la Rus' de Kiev à celles de la Moscovie, de la Suède, du grand-duché de Lituanie, de la Pologne, de la république des deux nations, de l'Empire russe puis de l'URSS et enfin de l'actuelle Biélorussie.
Si la paysannerie biélorusse était de confession chrétienne orthodoxe, la noblesse polonaise et lituanienne (en) était catholique, tandis que la bourgeoisie, les commerçants et les artisans se partageaient entre le catholicisme, l'orthodoxie, l'uniatisme, le calvinisme et le judaïsme. Des témoignages architecturaux de ces religions sont présents sur l'ensemble du territoire de la Biélorussie. Elles ont exercé sur ce territoire un rôle culturel très important et diversifié dans les domaines de la spiritualité, des arts, de l'architecture ou de l'éducation.
Ce château se trouve aux confins géographiques orientaux de l'Europe centrale et occidentaux de l'Europe orientale.
À cinq cents mètres du corpus du château lui-même, à la sortie du parc, près des grilles de l'entrée, on voit une église baroque également inscrite au patrimoine architectural de la Biélorussie : l'église catholique du Corpus Christi, nécropole de la famille princière Radziwiłł.
À 20 km vers l'est se trouve le château de Mir, qui a également été restauré et inscrit sur la liste du patrimoine mondial de l'humanité de l'UNESCO.

### Origines auXVIesiècle
Au début du XVIe siècle, les anciens propriétaires de Niasvij, les Kichki, firent construire un château en bois à l'emplacement de l'ancien parc, au nord du château actuel. Après que Niasvij fut passée sous l'autorité de la famille Radziwiłł, le château fut reconstruit. Il faut supposer que cela se passa en 1547, à l'initiative de Nicolas Christophe Radziwiłł, suivant un projet d'un architecte militaire hollandais. Sur la gravure de Niasvij, œuvre de Tomasz Makowski (pl) du début des années 1600, le château en bois existe encore, mais on l'appelle « la maison du staroste ». Cet édifice n'a pas été conservé jusqu'à nos jours. Le 5 mai 1583, Nicolas Christophe Radziwiłł posa les fondations d'un château en pierre au sud de celui en bois. C'est cette date qui, par tradition, a donné celle de la fondation du château actuel.
Le château en pierre se présente comme un hexagone d'environ 170 × 120 mètres de côté. Il est relié avec les alentours par un unique pont, qui pouvait être démonté en cas de danger. Dans ce cas-là, il existait aussi quelques passages secrets pour entrer ou sortir du château. Les remparts du château étaient recouverts de terre et d'argile, et atteignaient une largeur de 22 mètres ; les fossés pouvaient rester au sec du fait que le niveau de la rivière Oucha se situait quelques mètres plus bas. On renforça les deux côtés des fossés par des murs en briques d'une épaisseur de deux mètres et d'une hauteur de quatre. Pour améliorer les conditions de vue et d'observation de l'ennemi et pour pouvoir le bombarder, un chemin de ronde fut construit et, de plus, devant les portes d'accès au château furent ajoutées des redoutes (ravelins) ainsi qu'un fossé de 8 mètres de large, d'une profondeur de 2 mètres environ.
À la même époque commencèrent les travaux de réalisation d'un réseau hydraulique de constructions. Le cours de la rivière Oucha fut élargi et la terre dont on disposait fut utilisée pour augmenter la hauteur des berges et aussi pour remblayer des dépressions marécageuses, où fut construit le château. Ensuite, grâce à des digues et des barrages, des étangs furent créés,. En faisant monter le niveau de leurs eaux, il devenait possible de faire monter le niveau des douves autour du château.

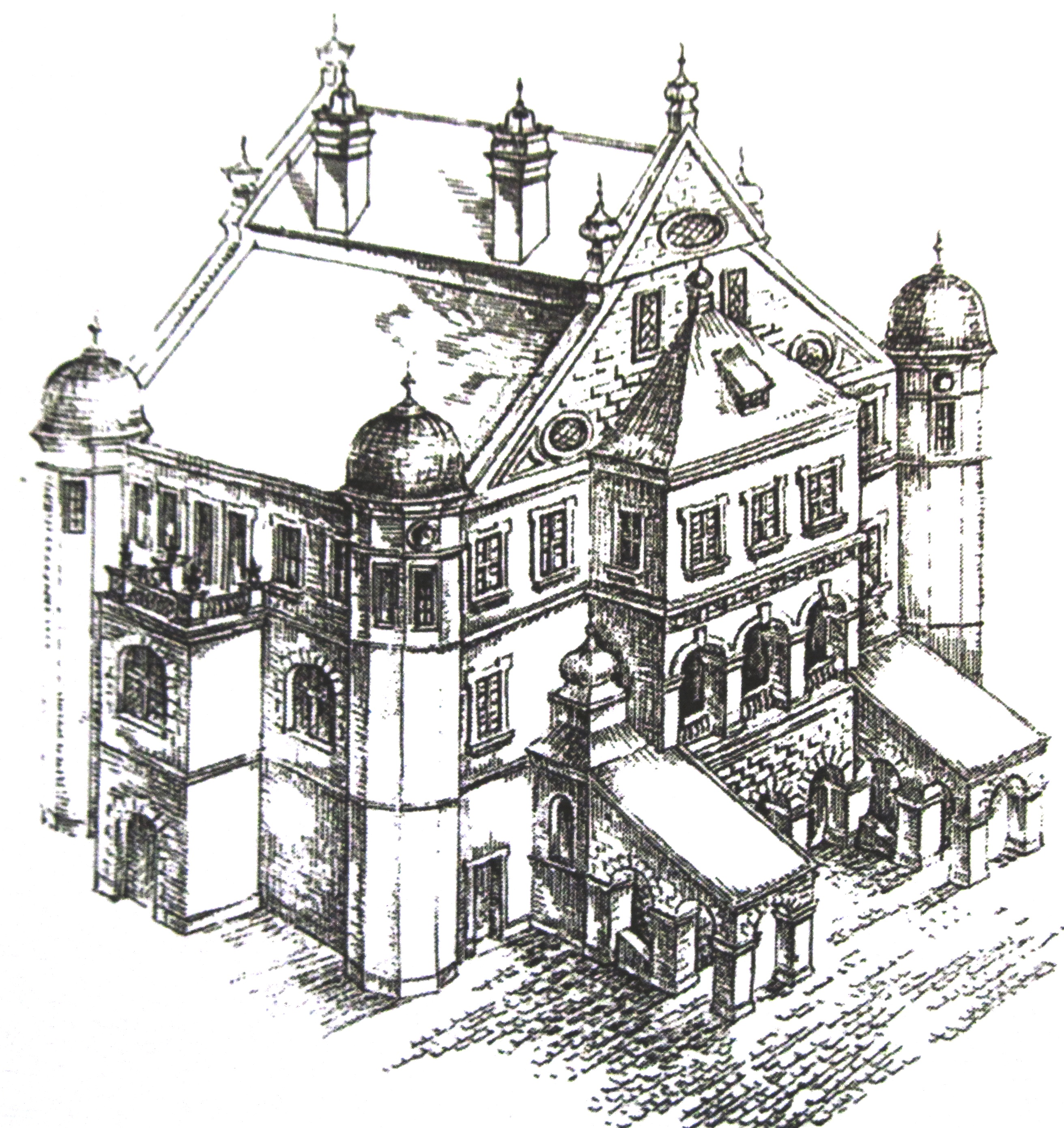
Reconstruction du château de Sirotka.

### Armement et fortifications auXVIIesiècle
Au début de la guerre russo-polonaise de 1654-1667, vingt-huit canons furent installés au château. Deux des quatre pièces d'artillerie de calibre 20-24 livres (les meilleures du château) furent installées sur le bastion ouest et protégeaient ainsi le flanc le plus dangereux. Leur fonction principale était de détruire l'artillerie ennemie, tandis que les armes légères (de 1 à 4 livres) étaient utilisées pour défaire les forces vives des assaillants eux-mêmes. Le plus grand nombre de canons fut coulé au château même, tandis que quelques-uns furent amenés depuis d'autres places fortes.
Durant cette même guerre, le château soutint deux sièges des forces russes, en 1654 et en 1659 (selon d'autres sources en 1655 et en 1660).
À l'époque de la première prise de la ville, l'armée russe essaya de s'emparer du château, mais sans succès. Le château subit cependant de lourds dégâts. En 1658, beaucoup de pièces des étages supérieurs du château furent laissées en l'état - endommagées - tandis que les remparts furent restaurés à grand frais par les Radziwill. Par la suite, les armées russes s'emparèrent encore de la ville et tentèrent à nouveau de prendre le château d'assaut, mais en vain.
En 1660, des renforcements sont apportés au château dans l'esprit de l'école hollandaise de fortification, sous la conduite de l'ingénieur architecte Théophile Spinovski. Celui-ci réalisa un avant-projet non à Niasvij mais à Sloutsk. On suppose que c'est précisément à cette époque que sont apparus les nouveaux bastions triangulaires, qui sont aussi visibles sur une gravure de Tomasz Makowski au début du XVIIe siècle,.

### Présence suédoise auXVIIIesiècle
En 1706, à l'époque de la grande guerre du Nord, le château et la ville de Niasvij devinrent la cible des visées de Charles XII de Suède, avec l'intention de détruire le pouvoir des riches, qui soutenaient Auguste II de Pologne. Pour organiser la prise de Niasvij intervinrent trois bataillons de dragons sous le commandement du lieutenant-colonel Johan Reinhold von Trautvetter (de) et du major Spens. Mais auparavant, Trautvetter s'occupa des villes de Negnevitchi, de Korelitchi (ru), et de Mir. À cette époque, dans la ville de Niasvij, se trouvaient 2 000 cosaques sous les ordres du colonel Mikhaïl Miklachevski (ru) (l'écrivain et ethnographe du XIXe siècle Władysław Syrokomla (en) le dénommait Michalovitch). La prise d'assaut de la ville commença le 14 mars. Après quoi, comme les dragons de Trautvetter avaient fait irruption dans la ville, des combats de rue avaient commencé, et les Suédois obligèrent les cosaques qui s'étaient rassemblés sur la place du marché à reculer. Durant ces échauffourées, 300 cosaques perdirent la vie en même temps que leur colonel.
Environ cinq cents cosaques enfermèrent la communauté des jésuites, tandis que d'autres tiraient sur les Suédois à partir des bâtiments. Comme Trautvetter ne disposait pas d'armes de gros calibre, le seul moyen de venir à bout des occupants cosaques des bâtiments de la ville était d'y mettre le feu volontairement. Du fait de l'absence d'artillerie, l'assaut du château était également impossible. N'ayant pas la possibilité d'occuper le château, Trautvetter se retira vers les forces suédoises principales. Après la victoire sur les forces russes à Kletsk (en), Charles XII avec des forces importantes fondit sur Niasvij. Au début du mois de mai, il n'y avait dans le château que 200 hommes en garnison, parmi lesquels moins d'une centaine de soldats expérimentés. Le château n'en était pas moins bien fortifié, et son commandant Baliman (en l'absence de Charles Stanisław Radziwiłł, il dirigeait la défense du château) avait bien l'intention de défendre le château. Cependant, sous la pression des victimes de la guerre tant du côté des nobles que de la population locale, le commandant proposa sa capitulation à Charles XII. C'était la première fois que le château se rendait dans son histoire,.
Les Suédois détruisirent les fossés de défense, firent exploser les fortifications et les bastions, jetèrent 21 canons à l'eau et détruisirent une grande partie des armes. Selon d'autres sources, cependant, les canons furent pour la plupart jetés plus tard dans la rivière Lakhva (ru), tandis que dans les douves ils ne jetèrent que quelques canons et des armes à feu légères. Peut-être que quelques canons gisent encore au fond des douves ou des étangs. Les meilleurs canons, les Suédois les emportèrent avec eux (un de ceux-ci est encore conservé au musée de l'Armée de Stockholm, mais ils en vendirent quelques-uns à des commerçants juifs locaux pour récupérer le métal{novinki}. Les ingénieurs militaires suédois s'occupèrent à détruire les fortifications du château et de la ville durant deux semaines.
Ce n'est que dans les années 1720 que fut entreprise la restauration du château. En 1758 fut consacrée officiellement la chapelle du château.
En 1792, à l'époque de la guerre contre la Pologne, le château fut remis à un détachement russe sous le commandement du comte Ivan Fersen (ru) et du comte de Bennigsen.

### Guerres napoléoniennes auXIXesiècle
En 1812, le propriétaire du château, Dominique Hieronime Radziwill (11e rang dans la famille), entra dans les rangs de l'armée française à la tête du 27e régiment des uhlans. Après son adhésion à la cause de Napoléon, Dominique Radziwill ne revint plus à Niasvij. Après les défaites de Napoléon en 1813, Adam Czartoryski proposa à Dominique de retourner en Russie et de prêter serment d'allégeance à l'empereur. Mais il refusa. Le 11 novembre 1813, il mourut à la suite d'une blessure mortelle dans un combat. Du 13 au 16 juillet 1812, Jérôme Bonaparte arriva à Niasvij et y établit quelque temps son état-major. Quand l'armée de Napoléon commença à quitter la Russie, Dominique Radziwill envoya une lettre au régisseur du château Albert Bourgelsk avec l'ordre de cacher tous les trésors de famille.
Le 30 novembre, le régiment de Karl von Knorring du corps d'armée de Toutchkov (ru) entra à Niasvij. Les habitants (probablement la communauté juive) parlèrent de la richesse de Dominique Radziwill à Knorring. Le colonel interrogea Bourgelsk pour savoir où il avait caché les objets de valeurs. Toutchkov arriva à ce moment dans la ville et donna l'ordre de tuer les domestiques de Radziwill s'ils ne révélaient pas l'endroit ou étaient cachées ces valeurs. Finalement, Bourgelsk indiqua où il les avait cachées à Toutchkov et à Knorring. Toutchkov essaya de s'emparer seul d'une partie du butin, mais le commandant Tchitchagov du corps d'armée de Dounaïsk l'apprit et ordonna à Toutchkov de rendre celui-ci. Toujours est-il que ces valeurs furent transportées hors du château par une dizaine de calèches. La collection de pièces de monnaie et de médailles (en tout 12 209 pièces) fut donnée à l'université de Kharkov, les objets de culte à Moscou, mais une grande partie des pièces de valeur partit dans les collections de l'Empereur et à l'Ermitage à Saint-Pétersbourg. Mais il restait encore sur place 60 pouds (près d'une tonne) d'objets qui ne furent pas découverts. En 1812, les propriétés des Radziwill furent mises sous séquestre par le pouvoir russe et, en mai 1813, soumises à confiscation.
Ce n'est que dans les années 1860 que le château retourna dans le patrimoine des Radziwill. Après quoi, ils commencèrent à l'agrandir et à lui donner le statut d'un véritable complexe : avec le parc du château, le vieux parc, le jardin japonais, le nouveau parc, le parc à l'anglaise. En 1939, l'ensemble du complexe occupait une surface d'environ 90 hectares.
La princesse Antoine Radziwill, née Marie de Castellane, mémorialiste française, épouse du prince Radziwill, participa à la restauration dans la seconde moitié du XIXe siècle.

Complexe du château de Niasvij, N. Orda.

### XXesiècle
En 1921, Albert Antoine Radziwill vint s'installer sur ses terres et tenta de redonner au château le rang qu'il avait connu auparavant. Cependant, du fait de circonstances économiques compliquées, il fut obligé de vendre une partie de la collection d'armes datant du XVe au XVIIe siècle. Les canons du château furent transmis à différents musées polonais. Le premier ministre polonais Józef Piłsudski visita le château en 1926 et le président polonais Ignacy Mościcki en 1929. Après le début de la Seconde Guerre mondiale, le château devint un refuge pour les nombreux membres de la famille Radziwill avec leurs parents polonais qui espéraient passer la guerre dans celui-ci.
Le 27e régiment des uhlans casernés à Niasvij fut envoyé au front, et le 17 septembre 1939, l'Armée rouge occupa la ville et le château sans tirer un coup de feu. Les Radziwill qui se trouvaient au château furent arrêtés et envoyés à Moscou, mais en 1940, grâce à l'intervention d'aristocrates italiens, il leur fut permis de partir en Italie et, de là, en Angleterre,. Après l'installation du pouvoir soviétique, les objets de valeurs du château furent partagés entre différents musées et institutions de la République soviétique socialiste biélorusse. Le château, quant à lui, fut affecté à la division technique des voies de communications.
Le château n'a pratiquement pas souffert de la Seconde Guerre mondiale. Le 28 juin 1941, l'état-major du 2e groupe des tankistes du général Guderian y prit ses quartiers.
À l'époque de l'URSS, un sanatorium y fut installé pour les employés du NKVD et du KGB (il s'appelait Niasvij), et puis fut ensuite placé sous la direction des kolkhoziens sous le nom de « sanatorium des kolkhoziens réunis. »

## Restauration

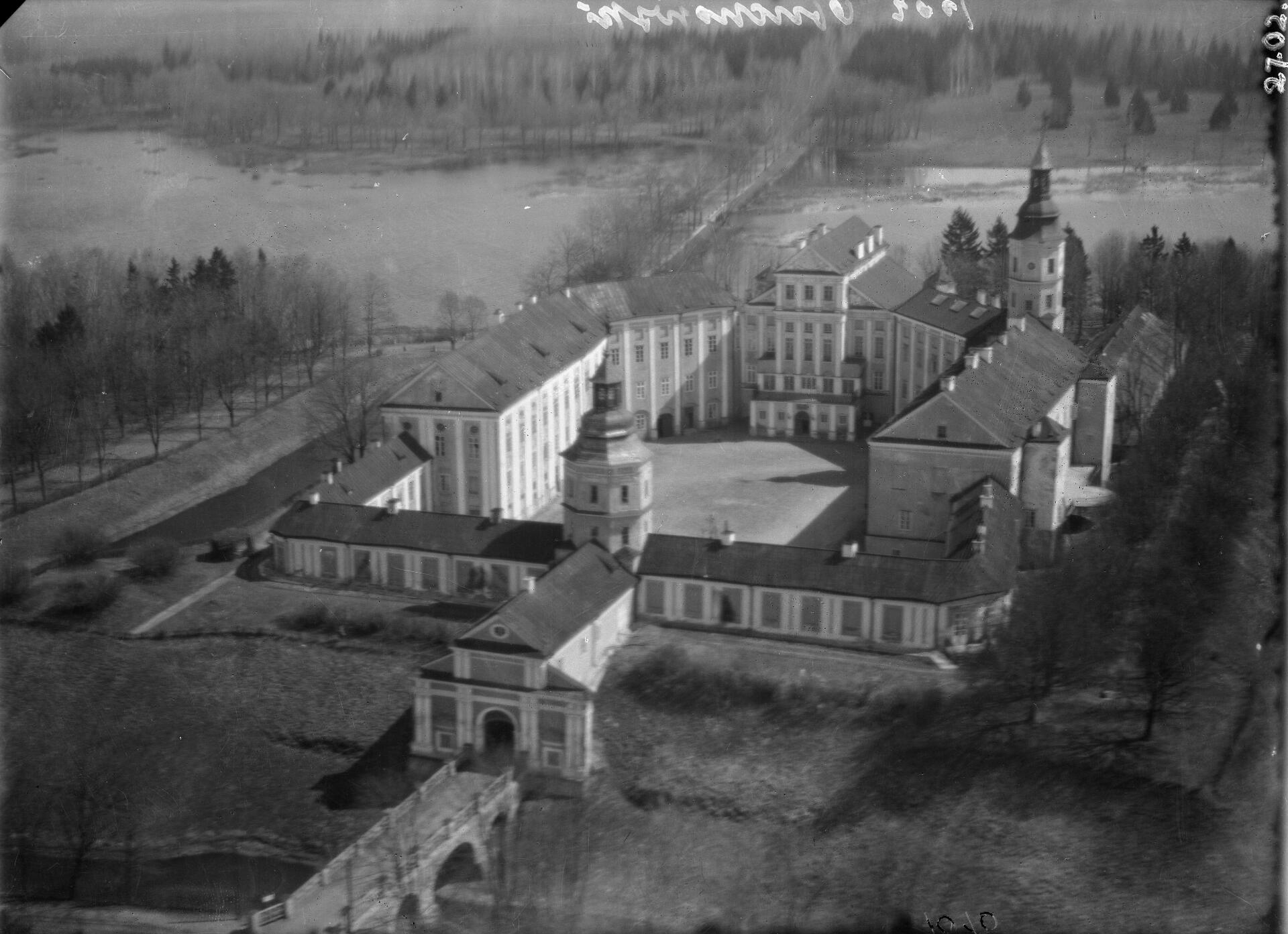
Vue du château au XXe siècle

Après la disparition de l'URSS en 1990, le complexe entra dans le patrimoine du Ministère biélorusse de la Culture. Il commença alors à être restauré. En cours de restauration, il apparut que, du fait d'une lacune des constructeurs du château et en particulier de l'abondance de conduits de cheminée dans les murs, la maçonnerie devenait fragile et à certains endroits il fallut démonter les murs. La réalisation de la restauration du château fut planifiée à partir du début de l'année 2012 pour les intérieurs, mais avait commencé dans les années 2000 pour les extérieurs. L'inauguration officielle eut lieu de 20 juillet 2012.
L'affluence de touristes est surtout fréquente les jours de congés,. C'est pourquoi le samedi et le dimanche, les visites doivent se limiter à 60–90 minutes par personne pour les intérieurs, pour permettre d'accueillir tous les touristes dans des conditions normales. Les autres jours, de tels problèmes ne se posent pas. L'ensemble extérieur du complexe représente plusieurs dizaines d'hectares de parcs et d'étangs qui permettent un accès aisé.

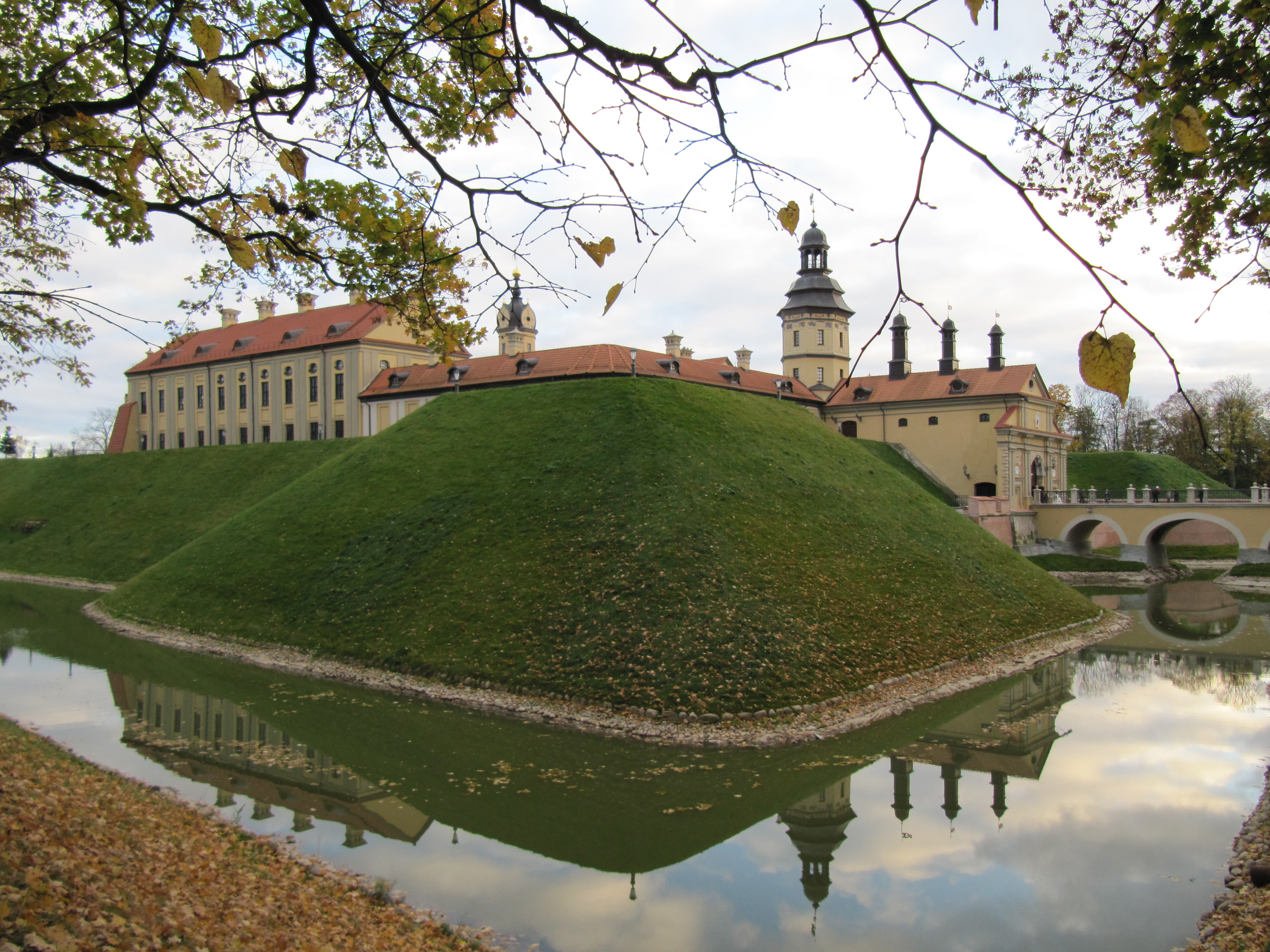
Vue du château en automne 2011
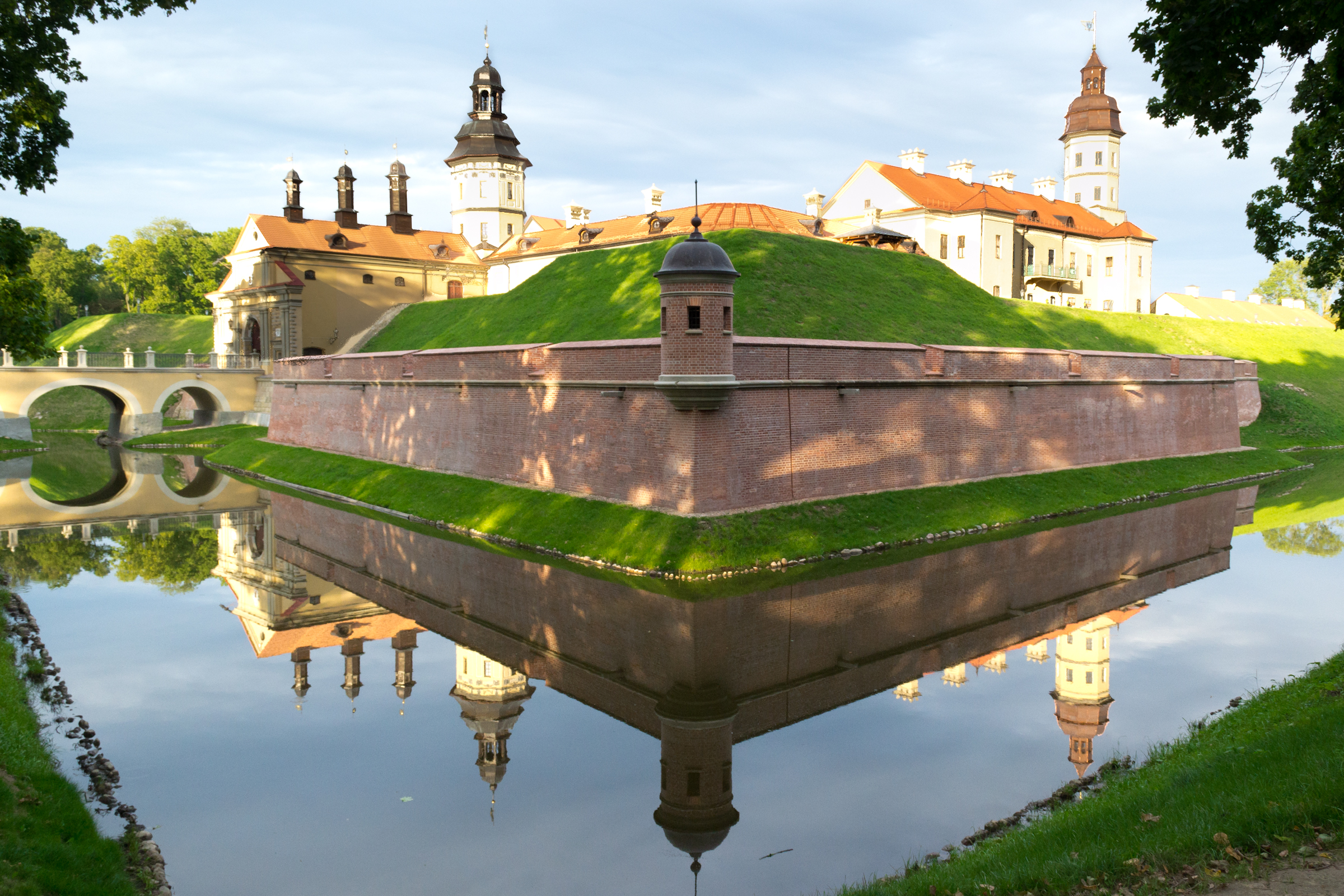
Vue du château en été 2012

## Autres résidences des Radziwill
- Château de Biržai
- Château de Mir
- Palais Koniecpolski à Varsovie
- Château d'Olyka
- Sloutsk